# Гвидони
Гвидоните или Видоните, Ламбертините (Guidonen, Widonen, Widonides, Lambertiner) са благородна фамилия от франкски произход от Австразия, която от средата до края на 9 век владее лангобардското херцогство Сполето в Южна Италия.
- Басин, епископ на Трир до 705 г.
- Гервин, граф на Париж, края на 7 век; ∞ Гунза
  - Лиутвин († 717), граф, епископ на Трир 697–715, Реймс и Лаон 717
  - Милон († 761/762), епископ на Трир
  - Видо († 739), граф
  - Ротруда от Трир (* 690, † 724), първата съпруга на Карл Мартел

- Ламбертини, херцози на Сполето:

- Ламберт от Австразия
- Гуидо I Нантски († 802/814), граф на Нант 786–814, херцог на Сполето 842-859
- Ламберт I от Нант († 836/837), граф на Нант 818–831, херцог на Сполето 834-836
- Гуидо I (Сполето), херцог на Сполето 842-859, баща на император Гуидо Сполетски
- Ламберт I, херцог на Сполето 859-871, 876-880
- Ламберт II от Нант († 1 май 852), граф на Нант
- Супо II Сполетски, херцог на Сполето 871-876
- Гуидо II Сполетски, херцог на Сполето 880-883
- Гуидо Сполетски, херцог на Сполето 883-894, крал на Италия (889–894), император на Свещената Римска империя (891–894)
- Ламберт Сполетски II, херцог на Сполето 894-898, крал на Италия 889 г., император 891
- Гуидо IV, херцог на Сполето 895-898